# Zaansch Veem
De N.V. Zaansch Veem H. de Boer Jbz. werd in 1937 opgericht. Het veem beschikte over een groot aantal pakhuizen in de Nederlandse Zaanstreek. Na de Tweede Wereldoorlog paste het overbodig geworden fabrieken ook aan tot pakhuis, zoals cacaofabriek TOC, verffabriek Rembrandt en de rijstpellerij Kamphuys. Van de laatstgenoemde huurde het Zaansch Veem de panden Nederland en Czaar Peter aan de oostelijke Zaanoever in Zaandam.

## Geschiedenis
De familie De Boer was in 1820 eigenaar van gortpelmolen De Boerenjonker in het Zaanse Oostzijderveld, maar breidde de activiteiten geleidelijk uit met handel. Hiervoor werden pakhuizen in Koog aan de Zaan en 't Kalf gekocht. Vanaf 1910 bouwde men loodsen op het schiereiland Hemmes. In 1937 werden de handelsactiviteiten afgesplitst en werd de N.V. Zaansch Veem H. de Boer Jbz gevormd. In de Tweede Wereldoorlog speelde het Zaansch Veem een belangrijke rol in het verzet. Na de oorlog vervulde het een rol in de distributie van hulpgoederen van het Marshallplan en nam het oude fabriekspanden in gebruik als pakhuis. In 1964 werd het bedrijf overgenomen door het Blauwhoedenveem. In 1976 bouwde men weer een loods in de Achtersluispolder in Zaandam. Het bedrijf wisselde sindsdien nog enkele malen van eigenaar en maakt inmiddels deel uit van Furness Logistics en gaat nu verder onder de noemer DSV A/V.

## Brand
Op 15 oktober 1954 werd in de vroege ochtend brand ontdekt in de pakhuizen Nederland en Czaar Peter. Twintig verschillende bedrijven gebruikten het als opslag voor tarwe, spijsvetten, cacaobonen en afval, maismeel, zetmeel, veevoer en fabrikant Bruynzeel hield er een grote voorraad deuren. Het vuur greep snel om zich heen, binnen anderhalf uur stonden de twee panden volledig in brand. Een stroom brandende cacaoboter liep de Zaan in, waardoor het leek alsof het water in brand stond.
De lokale brandweer riep hulp in van korpsen uit Zaandijk, Koog aan de Zaan, Westzaan, Wormerveer en de bedrijfsbrandweer van verffabriek Pieter Schoen & Zn. Ook de Amsterdamse blusboot Jan van der Heijden verleende assistentie. Totaal waren er 150 brandweerlieden en 30 spuiten actief. Door hoge instortende muren was dit niet zonder gevaar. De brandende cacaoboter maakte het vuur nauwelijks te bedwingen, na 10 dagen sloegen de vlammen nog steeds uit pakhuis Nederland. Het nablussen met 30 brandweerlieden duurde nog 3 weken en ging door tijdens de sloop. Daarbij moest ook de gestolde cacaoboter met bijlen uit de Zaan worden gehakt.

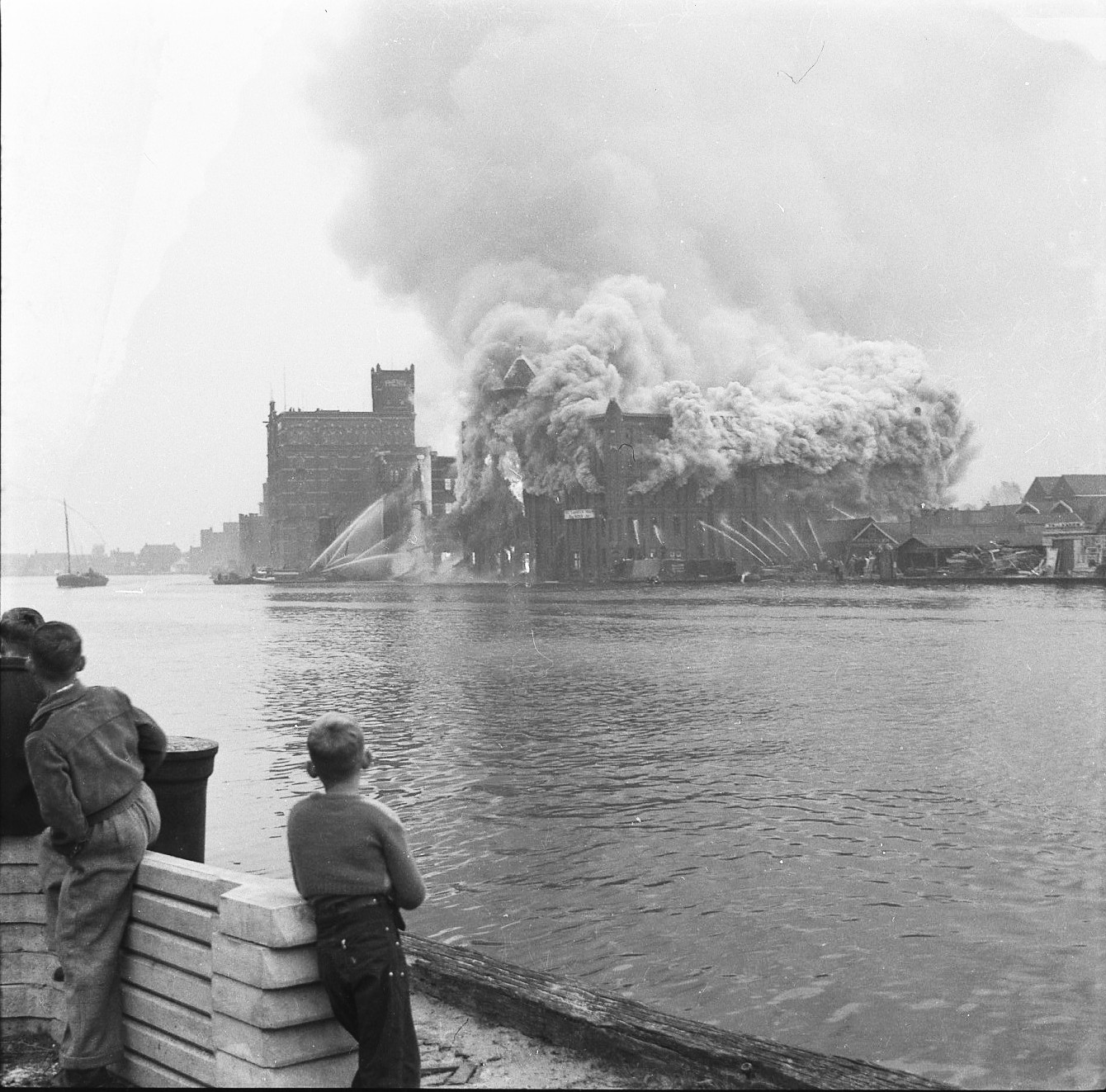
Het brandende Zaansch Veem
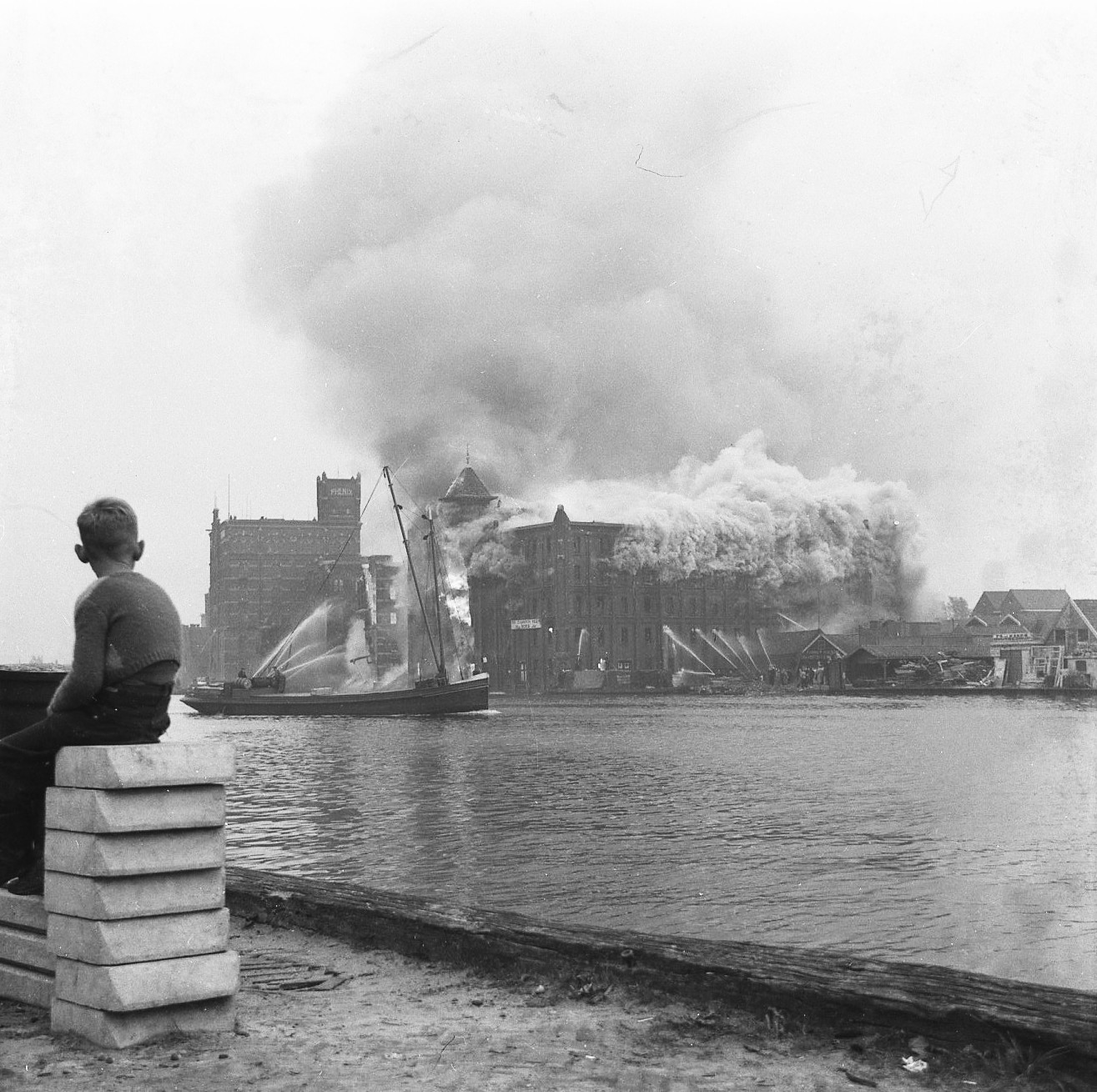
Blusboot Jan van der Heijden assisteert
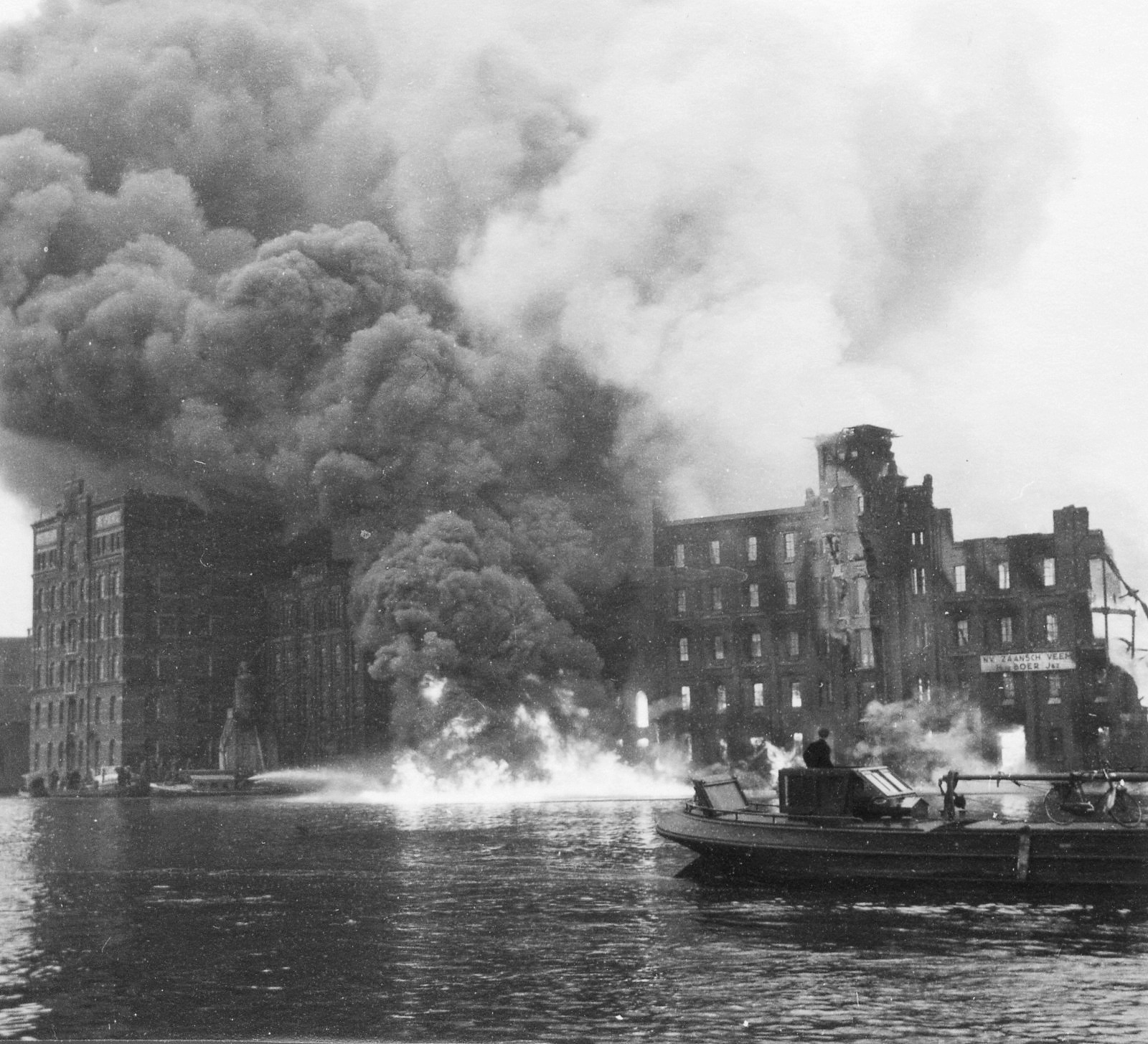
Brandende cacaoboter op de Zaan
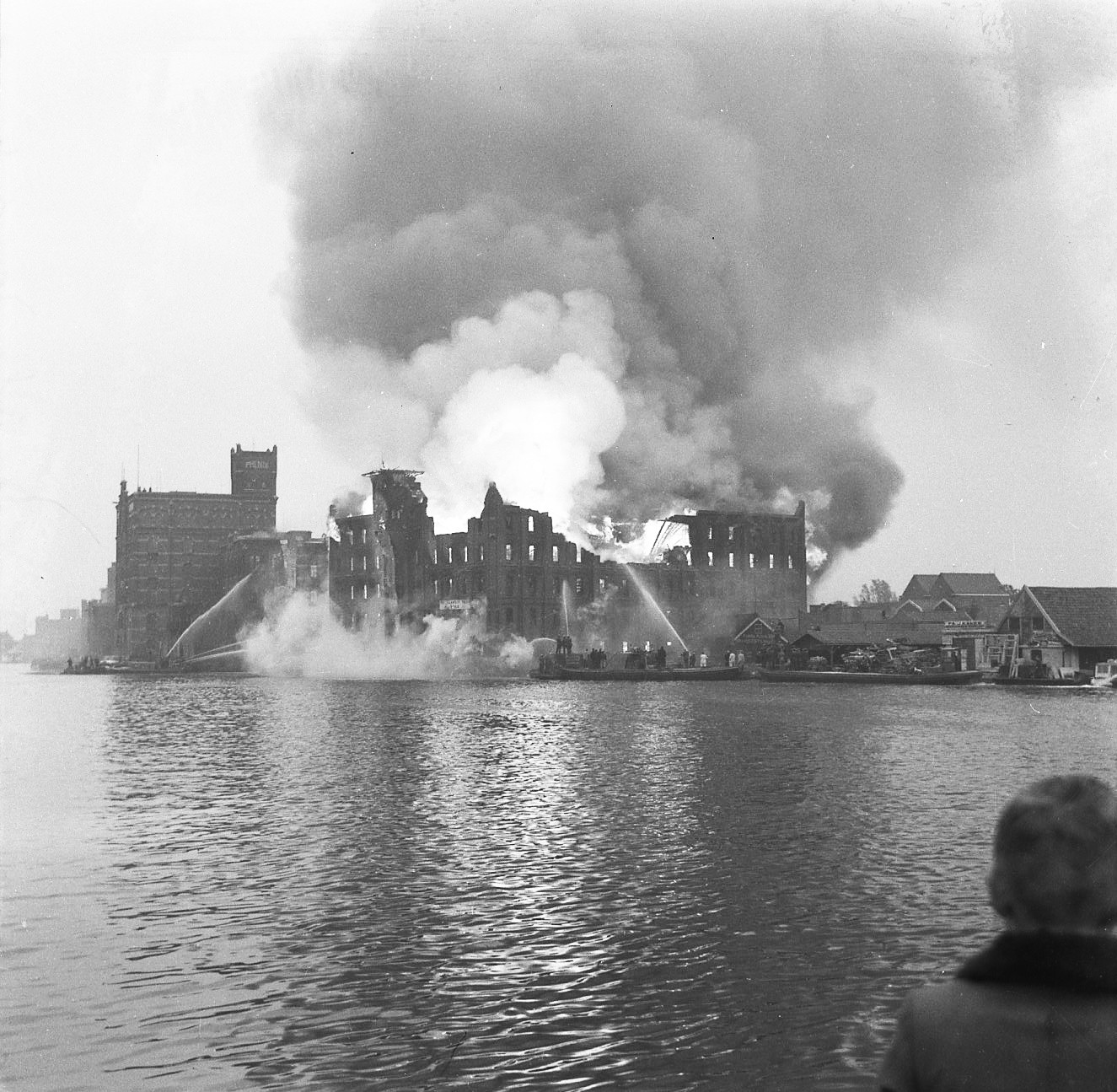
Vlammen slaan uit na instorting
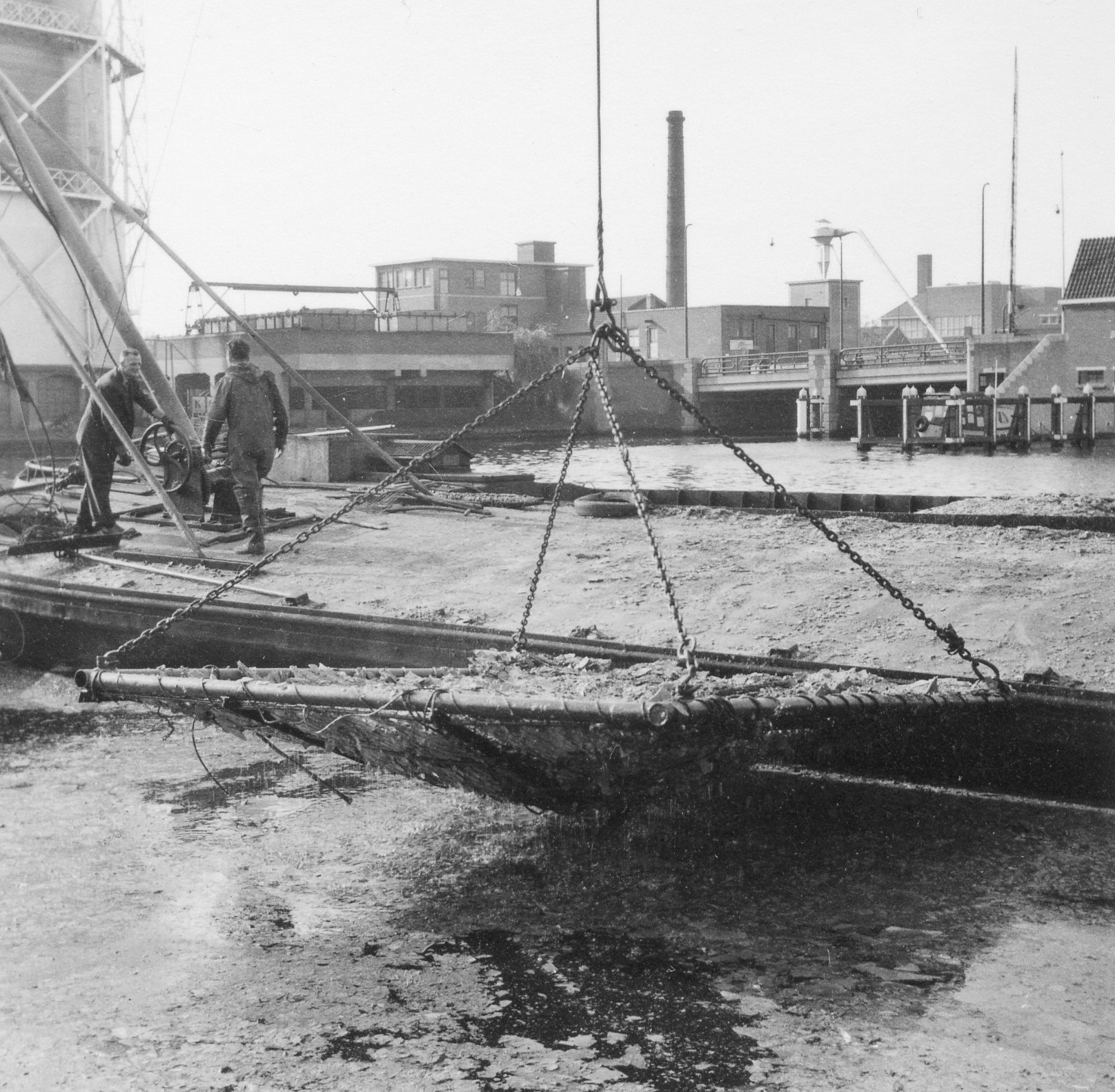
Gestolde cacaoboter wordt uit de Zaan geschept

De schade van 11 miljoen gulden (omgerekend naar huidige waarde ca. 50 miljoen euro) leidde tot enige paniek op de Amsterdamse assurantiebeurs. Vele verzekeraars (waaronder Franse en Amerikaanse) stonden voor de opgave deze miljoenen uit te keren.

## Freek de Jonge
Midden jaren tachtig werd Freek de Jonge door het gemeentebestuur van Zaanstad gevraagd wat jeugdherinneringen op te schrijven. Dit leidde uiteindelijk tot zijn literair debuut Zaansch Veem, waarin hij de brand beschrijft. Hij woonde destijds nabij de locatie van de brand.